# Дембовце
Дембовце (пол. Dębowce) — деревня в Польше, расположенная в Мазовецком воеводстве, в Миньском повете, в гмине Мрозы.

## География
Расположена примерно в 14 км к юго-востоку от Мрозы, в 28 км к юго-востоку от Минска-Мазовецкого и в 65 км к востоку от Варшавы.

## История
Во второй половине XVI века в Гарволинском повете Черской земле Мазовецкого воеводства упоминается деревня шляхты.
Верующие Римско-католической костела принадлежат к приходу św. Wojciecha w Jeruzalu.
В 1975—1998 годах административно принадлежала к Седлецкому воеводству.

## Население
По данным переписи населения и жилищного фонда 2011 года, население деревни составляет 194 человек.

## Галерея

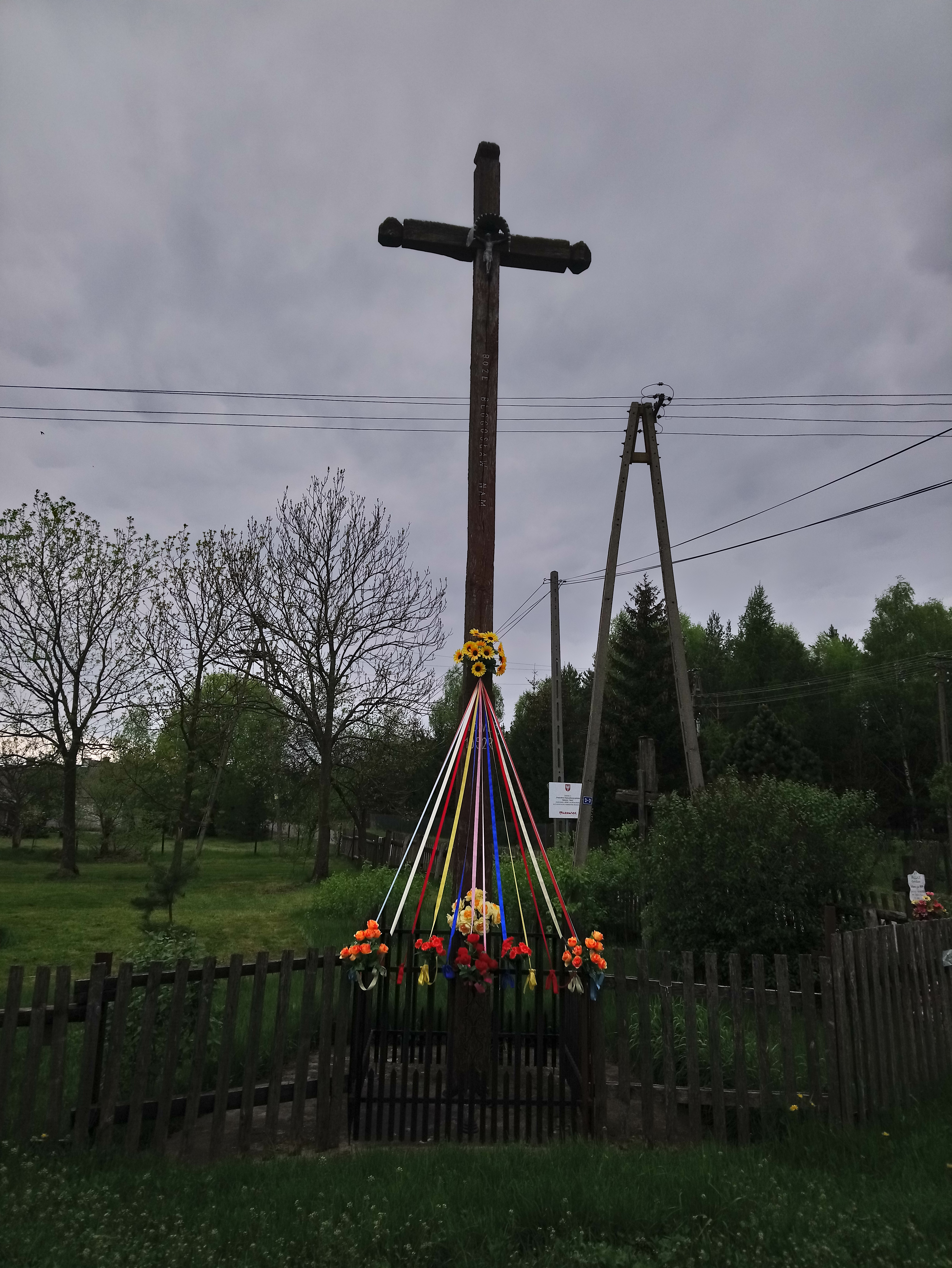
Придорожный крест
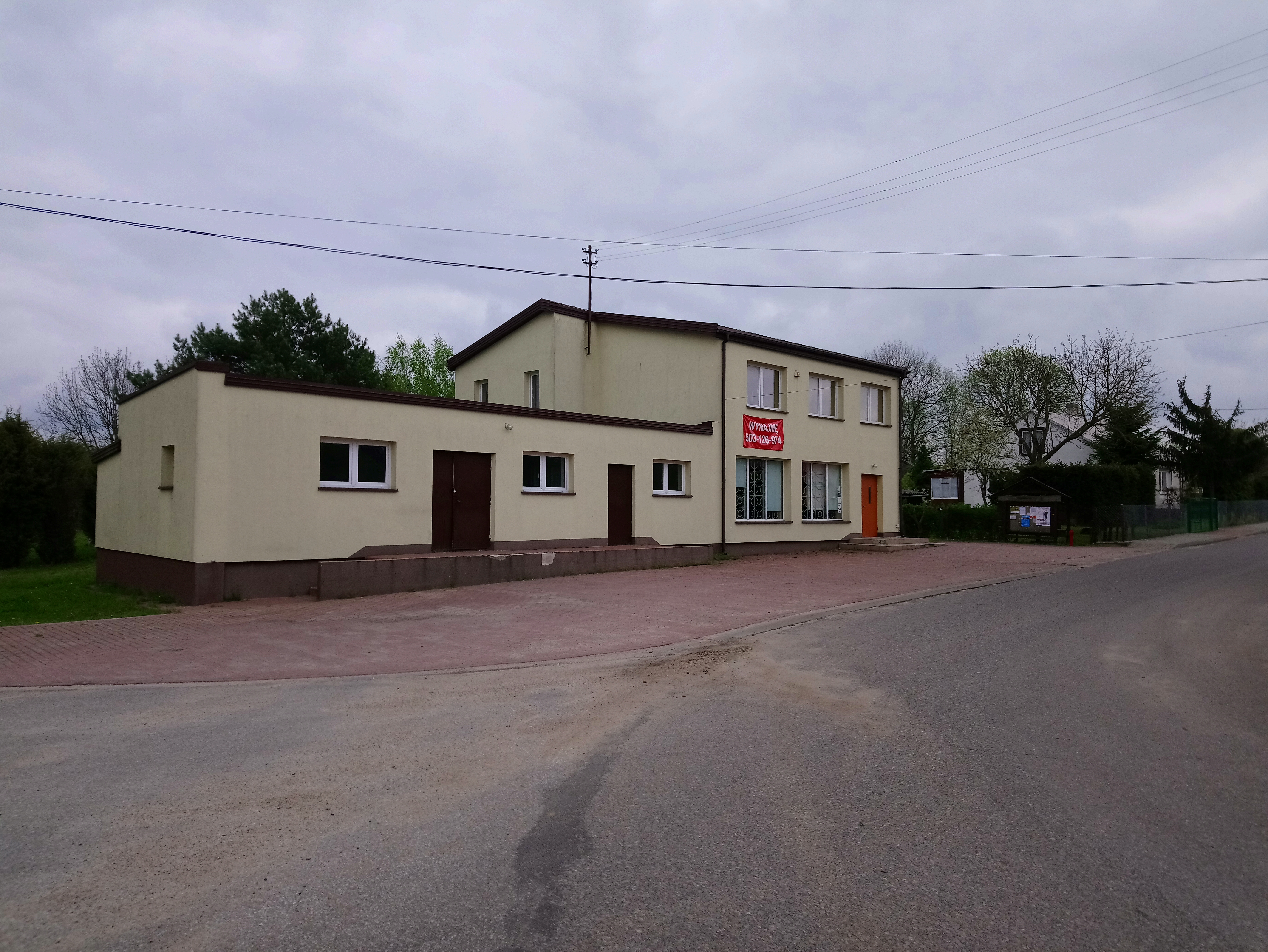
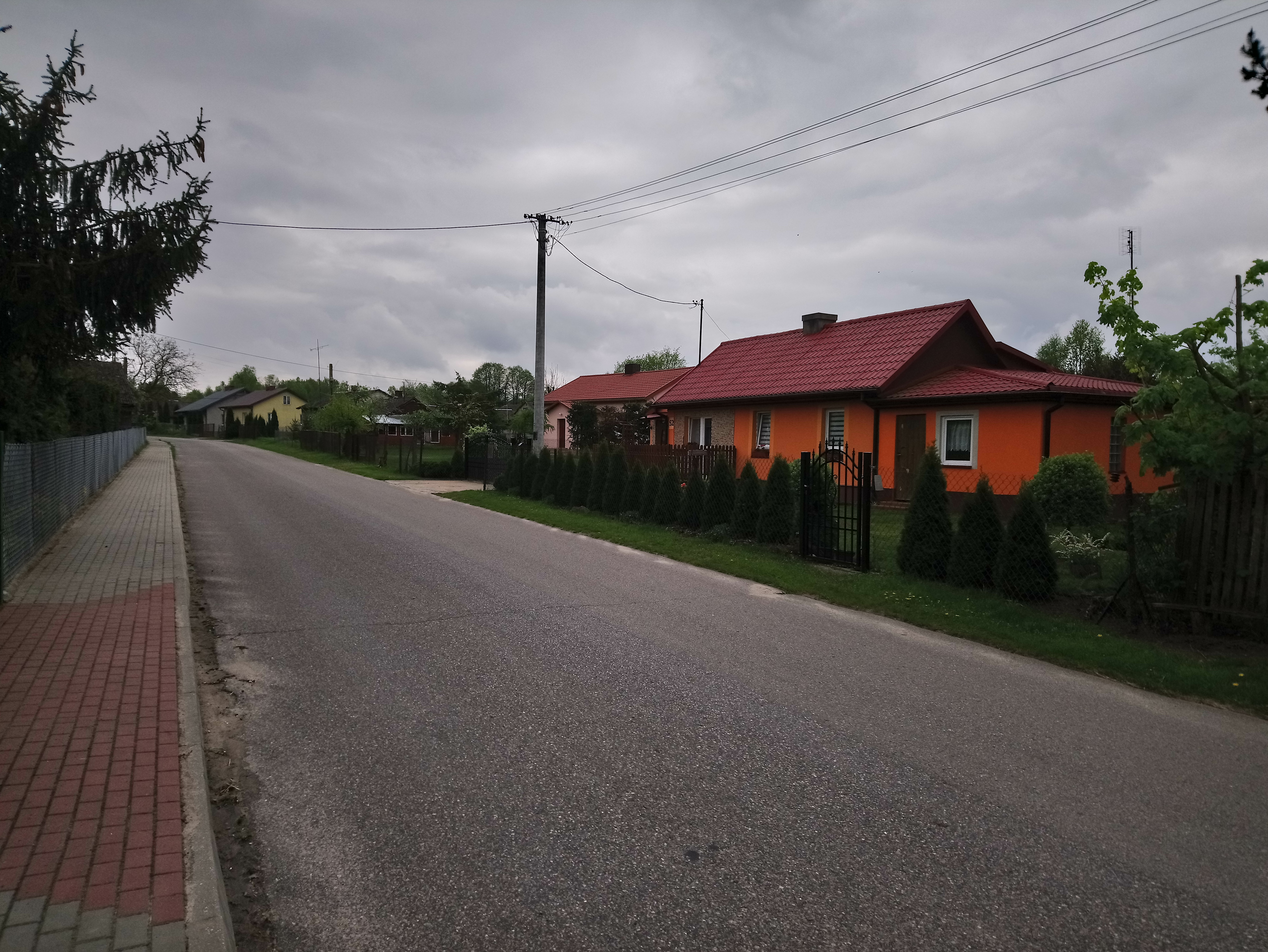
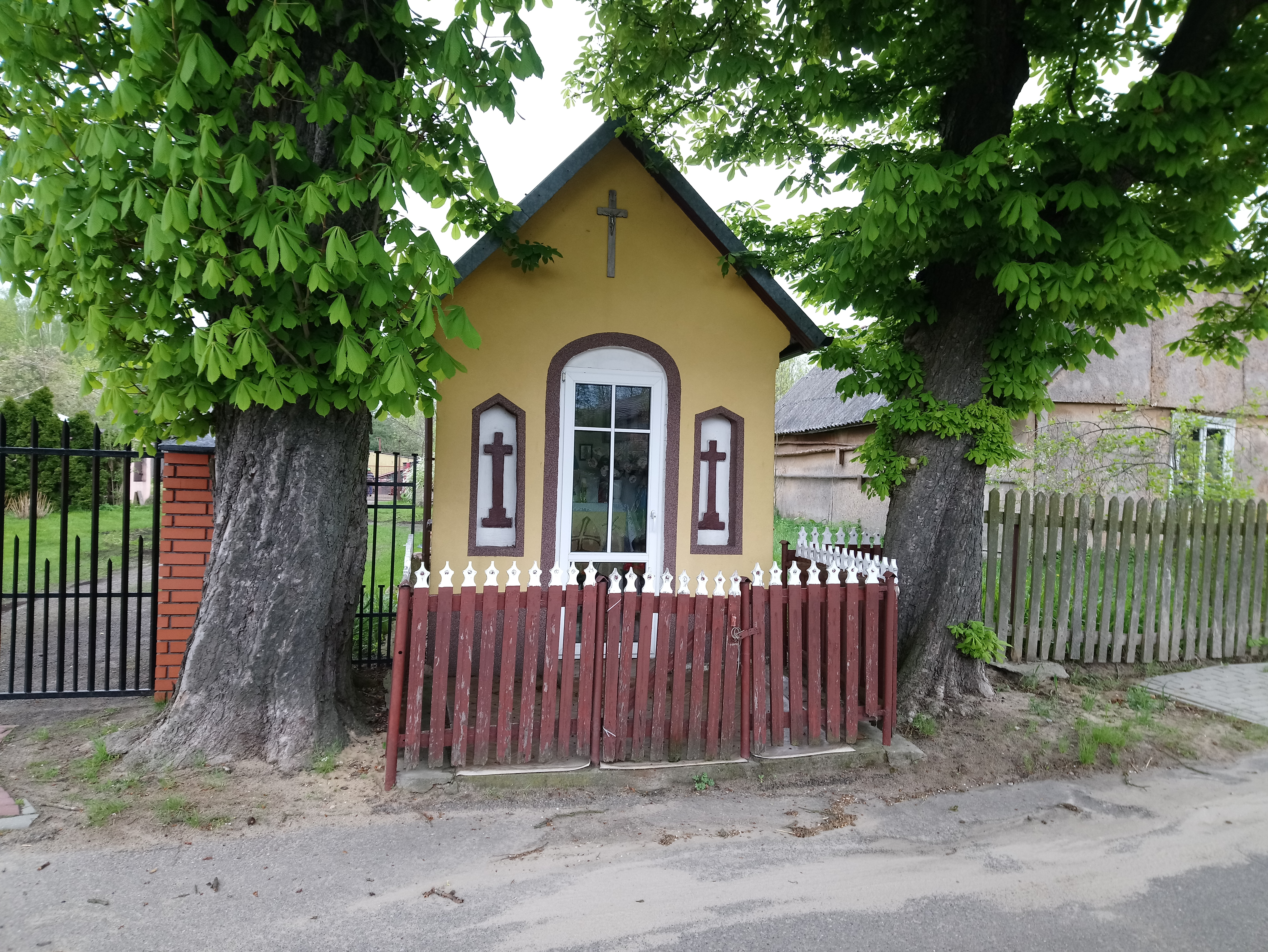
Придорожная часовенка
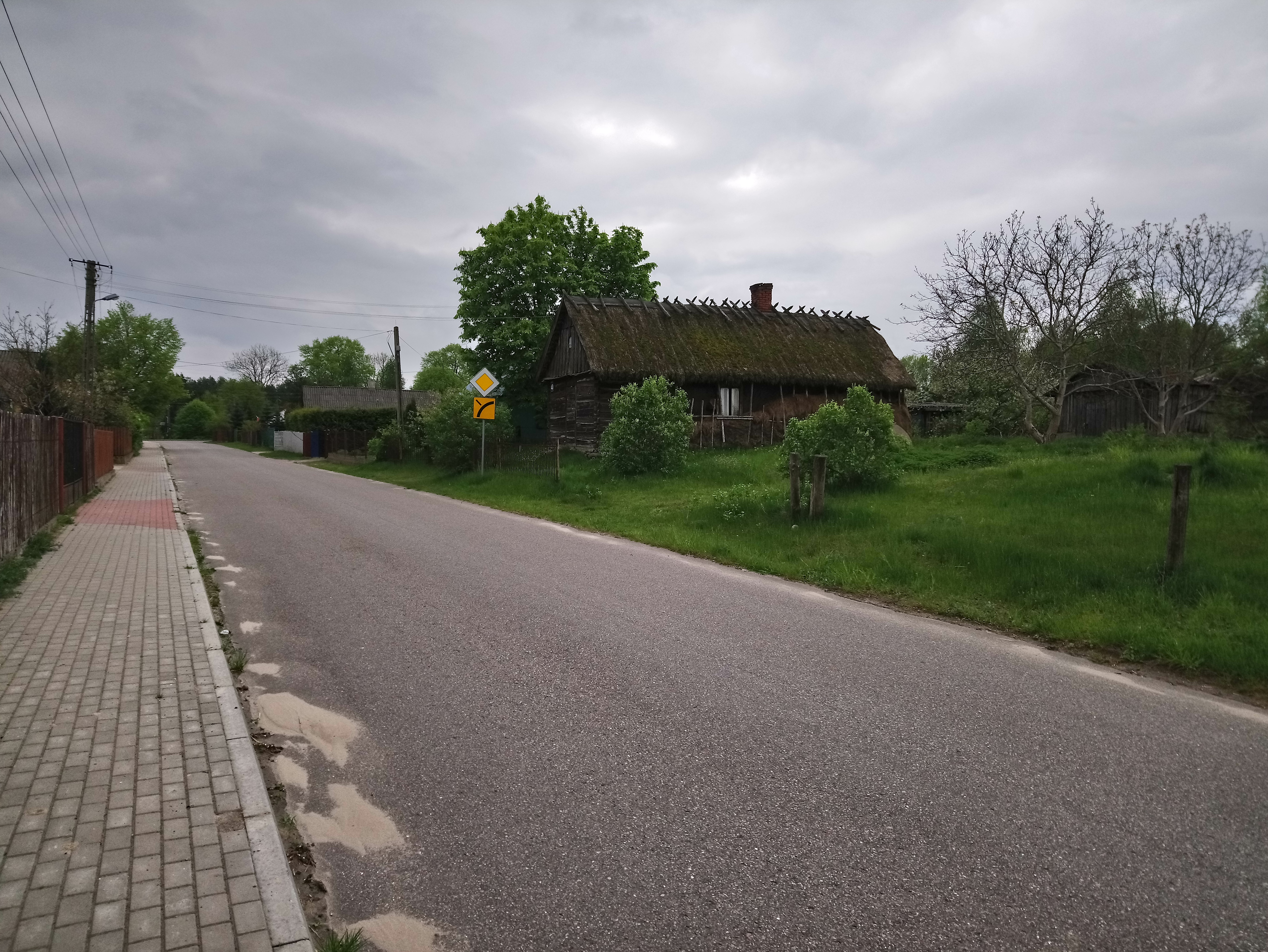
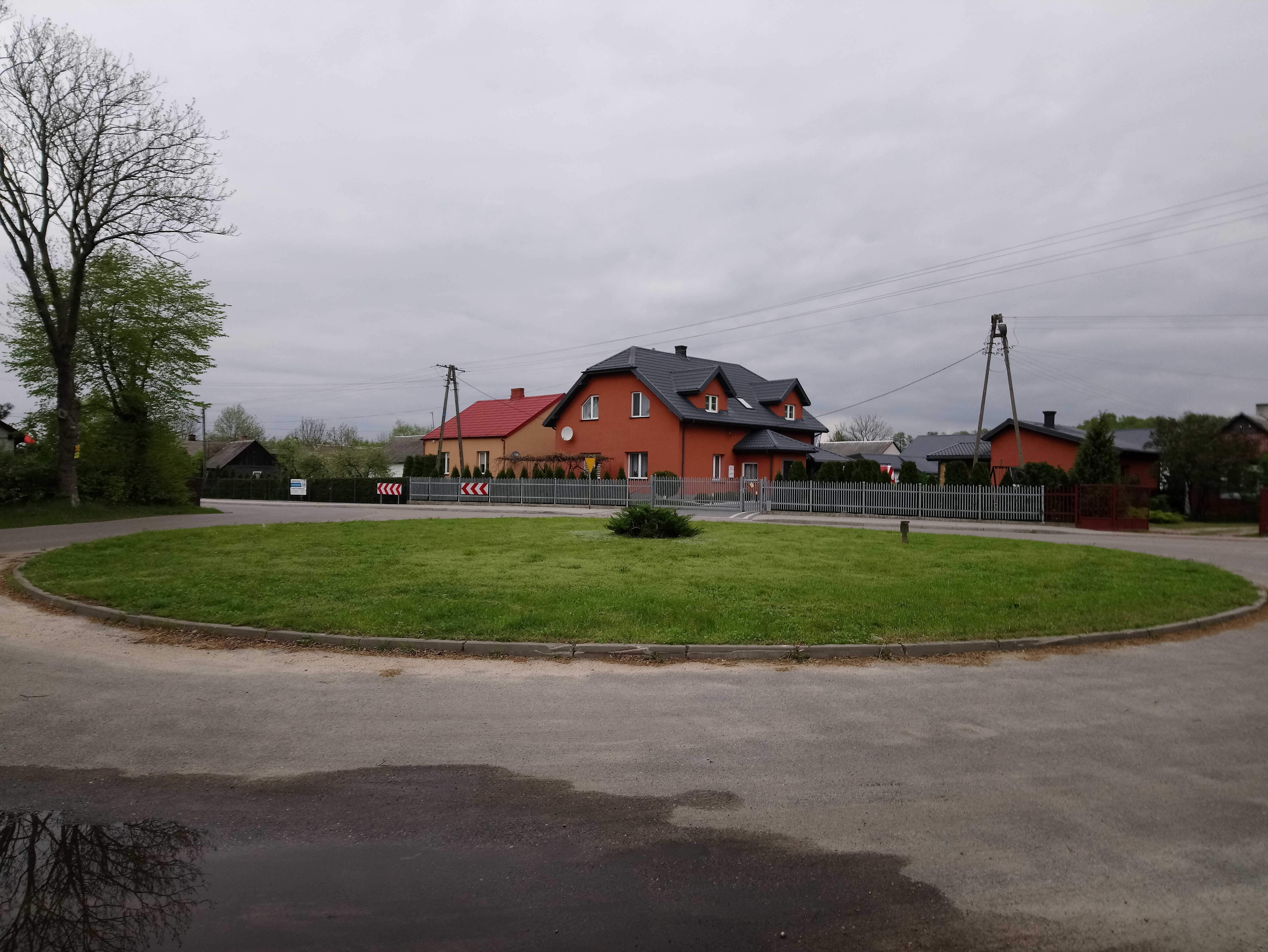